# موردوفيا سارانسك
نادي موردوفيا سارانسك (بالإنجليزية: FC Mordovia Saransk)‏ هو فريق كرة قدم من مدينة سارانسك في روسيا، أُسس بتاريخ 1961، يلعب في الدوري الوطني الروسي لكرة القدم، في Start Stadium (Saransk) ‏، يدرب النادي دورينل مونتيانو.

## وصلات خارجية
- صفحة بيانات نادي موردوفيا سارانسك على موقع كووورة، تاريخ الوصول: 22 سبتمبر 2018.